# Laguna Niguel
Laguna Niguel város az USA Kalifornia államában, Orange megyében. Lakosainak száma 64 355 fő (2020. április 1.).

## Népesség
A település népességének változása:
| Lakosok száma | 4644 | 61 891 | 62 979 | 64 355 |
|               | 1970 | 2000   | 2010   | 2020   |